# Cam Thomas
Cameron Bouchea Thomas, detto Cam (Yokosuka, 13 ottobre 2001), è un cestista statunitense, professionista nella NBA con i Brooklyn Nets.

## Carriera
Dopo aver trascorso una stagione con gli LSU Tigers, nel 2021 si dichiara eleggibile per il Draft NBA, venendo chiamato con la ventisettesima scelta assoluta dai Brooklyn Nets.

## Statistiche

### NCAA
| Anno      | Squadra    | PG | PT | MP   | TC%  | 3P%  | TL%  | RP  | AP  | PRP | SP  | PP   |
| --------- | ---------- | -- | -- | ---- | ---- | ---- | ---- | --- | --- | --- | --- | ---- |
| 2020-2021 | LSU Tigers | 29 | 29 | 34,0 | 40,6 | 32,5 | 88,2 | 3,4 | 1,4 | 0,9 | 0,2 | 23,0 |
| Carriera  | Carriera   | 29 | 29 | 34,0 | 40,6 | 32,5 | 88,2 | 3,4 | 1,4 | 0,9 | 0,2 | 23,0 |

#### Massimi in carriera
- Massimo di punti: 32 vs Texas A&M (29 dicembre 2020)[4]
- Massimo di rimbalzi: 10 vs Vanderbilt (2 marzo 2021)
- Massimo di assist: 4 (3 volte)
- Massimo di palle rubate: 3 (4 volte)
- Massimo di stoppate: 1 (6 volte)
- Massimo di minuti giocati: 40 (3 volte)

### NBA

#### Regular Season
| Anno      | Squadra       | PG  | PT | MP   | TC%  | 3P%  | TL%  | RP  | AP  | PRP | SP  | PP   |
| --------- | ------------- | --- | -- | ---- | ---- | ---- | ---- | --- | --- | --- | --- | ---- |
| 2021-2022 | Brooklyn Nets | 67  | 2  | 17,6 | 43,3 | 27,0 | 82,9 | 2,4 | 1,2 | 0,5 | 0,1 | 8,5  |
| 2022-2023 | Brooklyn Nets | 57  | 4  | 16,6 | 44,1 | 38,3 | 86,8 | 1,7 | 1,4 | 0,4 | 0,1 | 10,6 |
| 2023-2024 | Brooklyn Nets | 66  | 51 | 31,4 | 44,2 | 36,4 | 85,6 | 3,2 | 2,9 | 0,7 | 0,2 | 22,5 |
| 2024-2025 | Brooklyn Nets | 25  | 23 | 31,2 | 43,8 | 34,9 | 88,1 | 3,3 | 3,8 | 0,6 | 0,1 | 24,0 |
| Carriera  | Carriera      | 215 | 80 | 23,2 | 43,9 | 34,5 | 86,0 | 2,6 | 2,1 | 0,5 | 0,2 | 15,1 |

#### Play-off
| Anno     | Squadra       | PG | PT | MP  | TC%  | 3P% | TL% | RP  | AP  | PRP | SP  | PP  |
| -------- | ------------- | -- | -- | --- | ---- | --- | --- | --- | --- | --- | --- | --- |
| 2022     | Brooklyn Nets | 1  | 0  | 0,0 | -    | -   | -   | 0,0 | 0,0 | 0,0 | 0,0 | 0,0 |
| 2023     | Brooklyn Nets | 2  | 0  | 8,0 | 42,9 | 0,0 | -   | 0,5 | 0,5 | 0,0 | 0,0 | 3,0 |
| Carriera | Carriera      | 3  | 0  | 5,3 | 42,9 | 0,0 | -   | 0,3 | 0,3 | 0,0 | 0,0 | 2,0 |

#### Massimi in carriera
- Massimo di punti: 47 vs Los Angeles Clippers  (6 febbraio 2023)[5]
- Massimo di rimbalzi: 8 (5 volte)
- Massimo di assist: 8 vs Dallas Mavericks (6 febbraio 2024)
- Massimo di palle rubate: 3 (2 volte)
- Massimo di stoppate: 2 vs Denver Nuggets (6 febbraio 2022)
- Massimo di minuti giocati: 43 vs Philadelphia 76ers (9 aprile 2023)

### G League
| Anno      | Squadra          | PG | PT | MP   | TC%  | 3P%  | TL% | RP  | AP  | PRP | SP  | PP   |
| --------- | ---------------- | -- | -- | ---- | ---- | ---- | --- | --- | --- | --- | --- | ---- |
| 2021-2022 | Long Island Nets | 2  | 2  | 37,3 | 48,2 | 23,5 | 100 | 6,5 | 4,0 | 1,0 | 0,0 | 39,5 |
| Carriera  | Carriera         | 2  | 2  | 37,3 | 48,2 | 23,5 | 100 | 6,5 | 4,0 | 1,0 | 0,0 | 39,5 |

## Palmarès

### Individuale

#### High school
- Nike EYBL Offensive Player of the Year (2019)
- Tournament of Champions MVP (2020)
- Jordan Brand Classic (2020)

#### NCAA
- All-SEC First team (2021)
- SEC All-Freshman Team (2021)

#### NBA
- NBA Summer League MVP (2021)
- All-NBA Summer League First Team (2021)